# Мичиган Стэйт Спартанс (баскетбол)
Мичиган Стэйт Спартанс (англ. Michigan State Spartans) — баскетбольная команда, представляющая университет штата Мичиган в первом баскетбольном мужском дивизионе NCAA. Располагается в Ист-Лансинге (штат Мичиган). Команда выступает в конференции Big Ten, а домашние матчи проводит в «Бреслин-центре». Главным тренером команды с 1995 года является Том Иззо.
За свою историю команда дважды становилась чемпионом NCAA и 15 раз чемпионом конференции Big Ten. В финальном матче чемпионата NCAA 1979 года «Спартанс», в составе которых тогда выступал Мэджик Джонсон, обыграли «Индиану Стэйт Сикаморс», в которой выступал будущий член Зала славы баскетбола Ларри Бёрд. С 1998 года Мичиган регулярно попадают в турнир NCAA, таким образом команда обладает третьей в истории чередой непрерывного попадания в турнир, уступая только Канзасу (27 раза подряд) и Дьюку (21 раз). Всего Мичиган Стэйт десять раз попадали в Финал четырёх (1957, 1979, 1999, 2000, 2001, 2005, 2009, 2010, 2015 и 2019) и 30 раз в турнир NCAA. Чаще в Финал четырёх попадало всего 7 университетов.
13 декабря 2003 года матч Мичиган Стэйт и Кентукки, проходивший на футбольном стадион «Форд-филд» в Детройте, посетило 78 129 человек, что является рекордом посещения Баскетбоулов. В матче победу одержала команда Кентукки со счётом 79:74.

## Достижения
- Чемпион NCAA: 1979, 2000
- Финалист NCAA: 2009
- Полуфиналист NCAA: 1957, 1979, 1999, 2000, 2001, 2005, 2009, 2010, 2015, 2019
- Четвертьфиналист NCAA: 1957, 1959, 1978, 1979, 1999, 2000, 2001, 2003, 2005, 2009, 2010, 2014, 2015, 2019
- 1/8 NCAA: 1957, 1959, 1978, 1979, 1986, 1990, 1998, 1999, 2000, 2001, 2003, 2005, 2008, 2009, 2010, 2012, 2013, 2015, 2019
- Участие в NCAA: 1957, 1959, 1978, 1979, 1985, 1986, 1990, 1991, 1992, 1994, 1995, 1998, 1999, 2000, 2001, 2002, 2003, 2004, 2005, 2006, 2007, 2008, 2009, 2010, 2011, 2012, 2013, 2014, 2015, 2016, 2017, 2018, 2019
- Победители турнира конференции: 1999, 2000, 2012, 2016, 2019
- Победители регулярного чемпионата конференции: 1957, 1959, 1967, 1978, 1979, 1990, 1998, 1999, 2000, 2001, 2009, 2010, 2012, 2018, 2019